# Crotalus enyo
Crotalus enyo är en ormart som beskrevs av Cope 1861. Crotalus enyo ingår i släktet skallerormar, och familjen huggormar. IUCN kategoriserar arten globalt som livskraftig.
Ormen förekommer på halvön Baja California i västra Mexiko och på flera öar i samma region. Den lever i buskskogar och i savanner med måttlig fuktighet. Individerna gömmer sig mellan klippor, under träbitar, i högar av växtlighet, i underjordiska bon som skapades av däggdjur och i gömställen som skapades av människor. Arten är nattaktiv och vistas främst på marken.

## Underarter
Arten delas in i följande underarter:
- C. e. cerralvensis
- C. e. furvus
- C. e. enyo